# Alfred Jacquemart
Henri-Alfred-Marie Jacquemart, född den 24 februari 1824 i Paris, död där den 4 januari 1896, var en fransk bildhuggare.

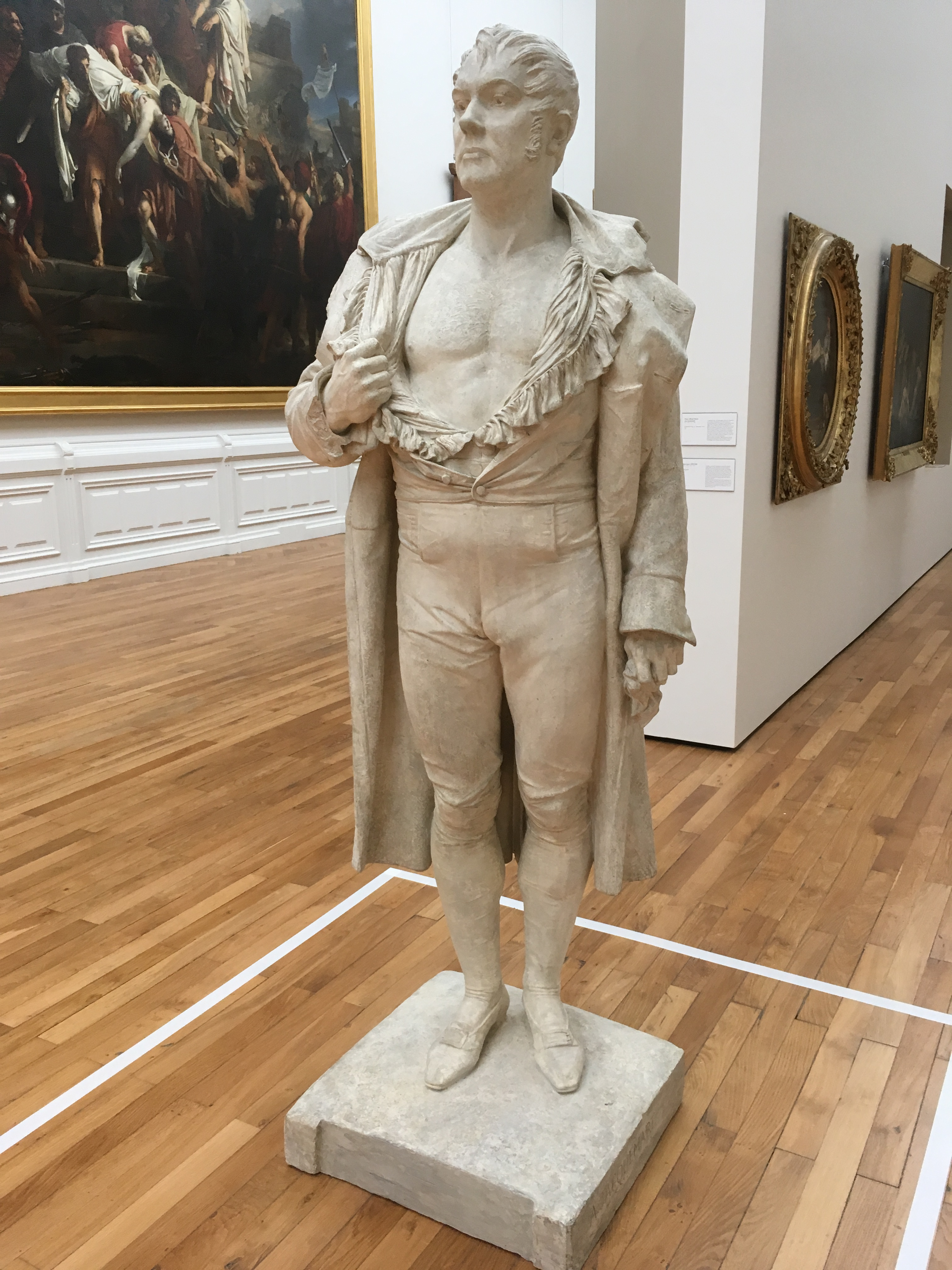
Alfred Jacquemart, Marskalk Ney.

Jacquemart studerade måleri under Delaroche, övergick till skulpturen, vände sig huvudsakligen till framställning av djur, såsom jakthundar, hästar, tigrar och lejon, men han utförde även några stoder och grupper, som General Bonaparte till häst (av Napoleon Bonaparte 1863), Fånge, kastad för vilda djur (1865), Marskalk Ney på morgonen den 7 december 1815 (av Michel Ney, 1868) samt ryttarstatyer av Ludvig XII, för Hôtel de Ville i Compiègne (1869), Muhammad Ali Pascha, i Alexandria (1872), och Suleiman Pascha, i Kairo (1874).